# حواسب حيوية
الحواسب الحيوية تستخدم نظماً من جزيئات مشتقة حيوياً، مثل حمض نووي ريبوزي منقوص الأكسجين والبروتينات لأداء العمليات الحسابية بما فيها تخزين، استرجاع، ومعالجة البيانات.
أصبح تطوير الحواسب الحيوية ممكناً من خلال توسع علم التقانة النانوية الحيوية الجديد. يمكن تعريف مصطلح التقانة النانوية الحيوية وفق عدة طرق، وبشكل عام يمكن تعريف التقانة النانوية الحيوية كأي نوع من التقانة التي تجمع استخدام مواد مقيّسة بحجم النانو، وهي المواد التي تتميز بأبعاد تتراوح بين 1-100 نانومتر، بالإضافة إلى مواد ذات أساس حيوي (34).4. وكتعريف أكثر دقة يمكن وصف التقانة النانوية الحيوية بأنها تصميم وهندسة البروتينات التي يمكن تجميعها فيما بعد إلى بنى وظيفية أكبر (116-117) (9).³,1
إن تطبيق التقانة النانوية الحيوية كما هو معرّف في هذا المعنى الضيق يمنح العلماء قابلية هندسة نظم من الجزيئات الحيوية يمكنها أن تتفاعل مع بعضها بشكل خاص بطريقة يمكنها أن تؤدي في نهاية المطاف إلى تحقيق وظيفة حسابية للحاسوب.
إن المجال الواعد لأبحاث الحاسب الحيوي تستخدم العلم الكامن وراء المواد الحيوية بحجم النانو لتطوير أشكال مختلفة من الأجهزة الحسابية، التي قد يكون لها العديد من التطبيقات المستقبلية المحتملة. ويمكن للحواسب الحيوية التي تستخدم التقانة النانوية الحيوية أن تصبح الأرخص، الأكثر كفاءة في استخدام الطاقة، الأقوى، والأكثر اقتصاديةً من أي حاسب متاح تجارياً. ويعمل العلماءعلى تحقيق تقدم كبير للنهوض بهذا العلم.

## خلفية علمية
تستخدم الحواسب الحيوية مواد مشتقة حيوياً لأداء وظائف حسابية. يتألف الحاسب الحيوي من مسار أو سلسلة من المسارات الاستقلابية التي تستهلك مواداً حيوية صُمِمَتْ لتسلك سلوكاً محدداً حسب شروط (مداخل) النظام. ويتألف المسار الناتج عن التفاعلات التي تحدث من خرج يعتمد في الأساس على التصميم الهندسي للحاسب الحيوي ويمكن أن يفسر على أنه شكل من أشكال التحليل الحسابي. ويمكن التمييز بين ثلاثة أنواع من الحواسب الحيوية وهي: الحواسب الكيميائية الحيوية، الحواسب الميكانيكية الحيوية، والحواسب الإلكترونية الحيوية (349-351).²

### الحواسب الكيميائية الحيوية
تستخدم الحواسب الكيميائية الحيوية مجموعة كبيرة متنوعة من حلقات التغذية الراجعة والتي تميز التفاعلات الكيميائية الحيوية من اجل تحقيق وظيفة حسابية. وتأخذ حلقات التغذية الراجعة أشكالاً عديدةً في النظم الحيوية، ويمكن للعديد من العوامل المختلفة أن تؤمن تغذية خلفية موجبة أو سالبة إلى عملية كيميائية حيوية معينة، مما يسبب إما زيادة في الخرج الكيميائي أو نقصان في الخرج الكيميائي على التوالي. وهذه العوامل يمكن أن تتضمن كمية أنزيمات الحفاز الموجودة، كمية المواد الداخلة في التفاعل، كمية المنتجات، ووجود جزيئات تربط وبالتالي تعدّل التفاعل الكيميائي لأي من العوامل المذكورة سابقاً. ونظراً لطبيعة هذه النظم الكيميائية الحيوية يمكن تنظيمها من خلال العديد من الآليات المختلفة، فيمكن لأحدها أن ينظم هندسياً مسار كيميائي يضم مجموعة من المكونات الجزيئية التي تتفاعل لإنتاج ناتج معين تحت مجموعة من الشروط الكيميائية المحددة وناتج معين آخر تحت مجموعة أخرى من الشروط. إن وجود منتج معين ناتج عن المسار يمكن أن يكون كإشارة يمكن تفسيرها، بالإضافة إلى إشارات كيميائية أخرى، كخرج حسابي يعتمد على الشروط الكيميائية الأولية للنظام، أي الدخل.

### الحواسب الميكانيكية الحيوية
إن الحواسب الميكانيكية الحيوية مشابهة للحواسب الكيميائية الحيوية من حيث أن كلاهما يؤديان خرجاً محدداً يمكن تفسيره كعملية حسابية وظيفية تعتمد على شروط ابتدائية محددة هي المدخلات. ولكنهما يختلفان في ما قد تكونه إشارة الخرج. ففي الحواسب الكيميائية الحيوية يكون وجود أو تركيز مواد كيميائية معينة بمثابة إشارة الخرج. بينما في الحواسب الميكانيكية الحيوية، يكون الشكل الميكانيكي لجزيء معين أو لمجموعة من الجزيئات تحت مجموعة من الشروط الابتدائية بمثابة الخرج. تعتمد الحواسب الميكانيكية الحيوية على طبيعة جزيئات معينة لإتخاذ تشكيلات فيزيائية معينة تحت شروط كيميائية محددة. ويتم الكشف عن البنية الميكانيكية ثلاثية الأبعاد لمنتج الحاسب الميكانيكي الحيوي وتفسيرها بشكل مناسب كخرج محسوب.

### الحواسب الالكترونية الحيوية
يمكن بناء الحواسب الحيوية أيضاً لأداء حوسبة إلكترونية. وأيضاً كما في الحواسب الميكانيكية الحيوية والحواسب الكيميائية الحيوية، تُنفّذ الحسابات من خلال تفسير خرج محدد يعتمد على مجموعة أولية من الشروط والتي تكون بمثابة الدخل. وفي الحواسب الإلكترونية الحيوية يكون الخرج المقاس هو طبيعة الناقلية الكهربائية الملاحظة في الحاسب الإلكتروني الحيوي، والتي تضم جزيئات حيوية مصممة بشكل خاص تقوم بنقل الكهرباء وفق طرق محددة وبالاعتماد على الشروط الأولية التي تكون بمثابة الدخل للنظام الإلكتروني الحيوي.

## هندسة الحواسب الحيوية
إن سلوك الأنظمة الحاسوبية المشتقة حيوياً كهذه الأنظمة يعتمد على جزيئات معينة تكوّن النظام، والتي تكون في المقام الأول بروتينات ويمكن أن تضم كذلك جزيئات الحمض النووي الريبي منقوص الأكسجين DNA. توفر التقانة النانوية الحيوية الوسائل لتركيب المكونات الكيميائية المتعددة الضرورية لإنتاج هكذا نظام. وإن الطبيعة الكيميائية لبروتين ما يمليه تسلسل الأحماض الأمينية فيه- وهي اللبنات الأساسية الكيميائية للبروتين. وهذا التسلسل بدوره يمليه تسلسل محدد لنيوكليوتيدات الحمض النووي الريبي منقوص الأكسجين DNA- وهي اللبنات الأساسية لجزئيات الحمض النووي الريبي منقوص الأكسجين DNA. يتم تصنيع البروتينات في النظم الحيوية عبر ترجمة تسلسلات النيوكليوتيد من قبل جزيئات حيوية تدعى الريبوسومات، والتي تقوم بتجميع الحموض الأمينية المنفردة إلى مُتعددات البيتيد التي تشكل بروتينات وظيفية تعتمد على تسلسل النيوكليوتيد الذي يقوم الريبوسوم بترجمته. وبالنهاية هذا يعني أنه يمكن بناء وهندسة حاسب حيوي، أي أن المكونات الكيميائية اللازمة لتكون بمثابة نظام حيوي قادرة على أداء العمليات الحسابية، من خلال هندسة تسلسلات نيوكليوتيد الحمض النووي الريبي منقوص الأكسجين DNA لترميز مكونات البروتين الضرورية. وكذلك فإن جزيئات الحمض النووي الريبي منقوص الأكسجين DNA المصممة بشكل تركيبي هي أيضاً يمكن أن تعمل في نظام حاسب حيوي معين. وهكذا فإن تطبيق التقانة النانوية الحيوية لتصميم وإنتاج بروتينات مصممة بشكل تركيبي، بالإضافة إلى تصميم وتركيب جزيئات الحمض النووي الريبي منقوص الأكسجين DNA الاصطناعية يمكن أن يسمح ببناء حواسب حيوية وظيفية، مثل الجينات الحسابية.

## المنفعة الاقتصادية للحواسب الحيوية
من السمات المميزة لجميع الكائنات الحية وللمكونات الكيميائية الأساسية التي تكونها القدرة على التكرار الذاتي والتجميع الذاتي إلى مكونات وظيفية، فالحياة لا يمكن أن تستمر إذا لم تكن الكائنات الحية قادرة على تكرار ذاتها. إن المنفعة الاقتصادية للحواسب الحيوية تكمن في هذه الإمكانية لجميع النظم المشتقة حيوياً في التكرار الذاتي والتجميع الذاتي تحت شروط مناسبة (349).² فعلى سبيل المثال، إن جميع البروتينات اللازمة لمسار كيميائي حيوي معين، والذي يمكن تعديله ليكون بمثابة حاسب حيوي، يمكن تركيبها عدة مرات داخل خلية حيوية ابتداءً من جزيء الحمض النووي الريبي منقوص الأكسجين DNA وحيد، والذي يمكن هو أيضاً تكراره عدة مرات. إن هذه الخاصية للجزيئات الحيوية تجعل إنتاجها ذو كفاءة عالية وغير مكلف نسبياً. وفي حين أن مكونات الحاسب غير الحيوية تتطلب عمليات إنتاج واسعة، يكون إنتاج مكونات الحواسب الحيوية بكميات كبيرة من العمليات المترافقة التي تحدث جنباً إلى جنب في مصدر وحيد، يمكن بلوغه بكل سهولة وراحة- آلية التكرار التي تحدث في داخل أي خلية حيوية.

## تقدمات ملحوظة في تقانة الحاسب الحيوي
تتوافر في الحواسب الحيوية حالياً قدرات وظيفية مختلفة تتضمن العمليات المنطقية والحسابات الرياضية. قام توم نايت، من مختبر الذكاء الاصطناعي في معهد ماساتشوستس للتقنية MIT، أولاً باقتراح مخطط حاسوبي كيميائي حيوي تستخدم فيه تركيزات البروتين كإشارات ثنائية تخدم في النهاية لتنفيذ عمليات منطقية (349).² إن تركيز محدد أو أعلى من منتج كيميائي حيوي معين في مسار كيميائي في الحاسب الحيوي يدل على إشارة تمثل إما 0 أو 1، بينما يدل تركيز أدنى من هذا المستوى على الإشارة الأخرى المتبقية. باستخدام هذه الطريقة في التحليل الحسابي، يمكن للحواسب الكيميائية الحيوية أن تؤدي العمليات المنطقية التي يظهر فيها الخرج الثنائي المناسب فقط تحت قيود منطقية محددة على الشروط الابتدائية. وبعبارة أخرى، يكون الخرج الثنائي المناسب بمثابة استنتاج مشتق منطقياً من مجموعة من الشروط الابتدائية التي تكون بمثابة الأساس الذي يصنع منه الاستنتاج المنطقي. وبالإضافة إلى هذه الأنواع من العمليات المنطقية، ظهرت الحواسب الحيوية أيضاً لتؤدي قدرات وظيفية أخرى مثل الحسابات الرياضية. وكمثال على ذلك كان من قبل و. ل. ديتو، الذي قام في عام 1999 بإنشاء حاسب حيوي مؤلف من علق الخلايا العصبية في معهد جورجيا للتقنية، وكان قادراً على أداء عمليات جمع بسيطة (351).² وهذه فقط بضعة استخدامات ملحوظة للحواسب الحيوية التي تم تصميمها لأدائها، وقد أصبحت قدرات الحواسب الحيوية معقدة بشكل متزايد. وبسبب التوافرية والفعالية الاقتصادية الممكنة المرتبطة بإنتاج جزيئات حيوية وحواسب حيوية كما ذكر سابقاً، فإن التقدم في تقانة الحواسب الحيوية أصبح مجال بحث شائع وينمو بسرعة ومن المتوقع ملاحظة المزيد من التقدم فيه في المستقبل.

## الإمكانية المستقبلية للحواسب الحيوية
تم تصميم العديد من الأمثلة على حواسب حيوية بسيطة، ولكن قدرات هذه الحواسب الحيوية تبقى مبتدئة بشكل كبير بالمقارنة مع الحواسب غير الحيوية المتوفرة تجارياً. ومع ذلك هناك بالتأكيد إمكانية كبيرة في القدرات التي سوف تمتلكها الحواسب الحيوية في أحد الأيام. والدليل على القدرة الحقيقية للإمكانات الحسابية للحواسب الحيوية توجد في أكثر الأجهزة الحسابية الموجودة قوةً وتعقيداً: أي الحاسب الحيوي وهو الدماغ البشري. وحتماً هناك مساحة لتطوير مجال القدرة الحسابية للحواسب الحيوية، ومن المتوقع تقدم علم الحواسب الحيوية بشكل كبير خلال السنوات القادمة.